# Florestas subtropicais de Megalaia
As florestas subtropicais de Megalaia são uma ecorregião do nordeste da Índia. A ecorregião cobre uma área de 41.700 quilômetros quadrados e, apesar do nome, compreende não apenas o estado de Megalaia, mas também partes do sul de Assão e uma pequena parte de Nagalândia em torno de Dimapur e Bangladesh. Ela também contém muitos outros habitats além das florestas subtropicais, mas as florestas subtropicais montanas encontradas em Megalaia são um bioma importante e já foram muito mais difundidas na região e, por essas razões, foram escolhidas como o nome mais adequado. A designação científica é IM0126.
As florestas subtropicais de Megalaia fazem parte do maior hotspot ecológico da Indo-Birmânia, com muitas espécies endêmicas não encontradas em nenhum outro lugar do mundo. Juntamente com os Gates Ocidentais, o nordeste da Índia é a única região do país dotada de floresta tropical. Por esses e outros motivos, a proteção e a conservação das florestas subtropicais de Megalaia são importantes em nível local, nacional, regional e até mesmo global.
A ecorregião é uma das áreas mais ricas em espécies da Índia, com uma grande diversidade de pássaros, mamíferos e plantas em particular. As terras baixas abrigam principalmente florestas tropicais, enquanto as colinas e montanhas, que compreendem a maior parte da área, são cobertas por pastagens e vários tipos distintos de habitats florestais, incluindo florestas subtropicais úmidas de folhas largas em algumas das áreas montanhosas acima de 1.000 metros. A região é uma das áreas mais úmidas do mundo, com alguns lugares, especialmente Mawsynram [en] e Cherapunjee, no sul de Megalaia, recebendo até onze metros de chuva por ano.
A ecorregião de florestas semiperenes do Vale do Brahmaputra fica ao norte, a ecorregião de florestas tropicais de Mizoram-Manipur-Kachin fica a leste e a ecorregião de florestas decíduas úmidas das Planícies do Baixo Ganges fica a oeste e ao sul de Bangladesh.

## Flora

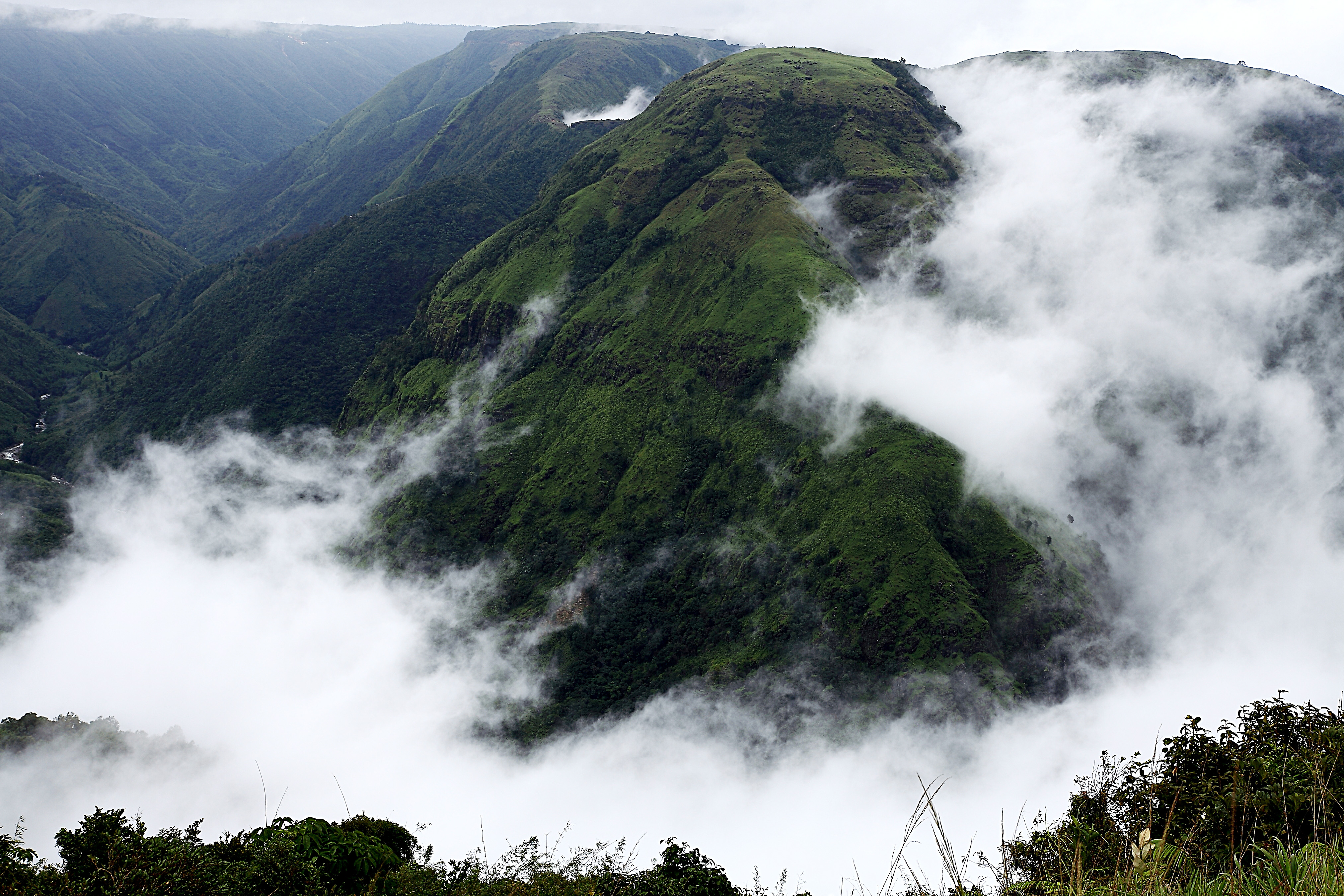
A neblina e a névoa são persistentes nessas florestas continuamente úmidas

A ecorregião de floresta elevada e úmida é um centro de diversidade para os gêneros de árvores Magnolia e Michelia e as famílias Elaeocarpaceae e Elaeagnaceae. Mais de 320 espécies de orquídeas são nativas de Megalaia. A planta  Nepenthes khasiana é agora uma espécie em extinção. Cerca de 3.128 espécies de plantas com flores foram relatadas no estado, das quais 1.236 são endêmicas. Na segunda metade do século XIX, Joseph Dalton Hooker, um botânico e explorador britânico, fez uma enorme coleção taxonômica para os Reais Jardins Botânicos de Kew de Khasi e Jaintia Hills e observou o local como um dos pontos de biodiversidade mais ricos da Índia, talvez de toda a Ásia também. O estado de Megalaia é rico em espécies de plantas medicinais, mas a ocorrência natural da maioria das plantas medicinais diminuiu devido à perda de habitat. Um total de 131 espécies de plantas medicinais raras, endêmicas e ameaçadas, incluindo 36 espécies endêmicas e 113 espécies sob diferentes categorias de ameaça, são encontradas em Megalaia.

Como em outras áreas rurais da Índia, os vilarejos de Megalaia têm uma antiga tradição de cultivar bosques sagrados. Esses são locais sagrados dentro da floresta, onde plantas medicinais e outras plantas valiosas são cultivadas e colhidas de forma sustentável, e apresentam uma biodiversidade muito alta. Em Megalaia, esses bosques sagrados são conhecidos como Law Kyntang ou Law Lyngdoh.

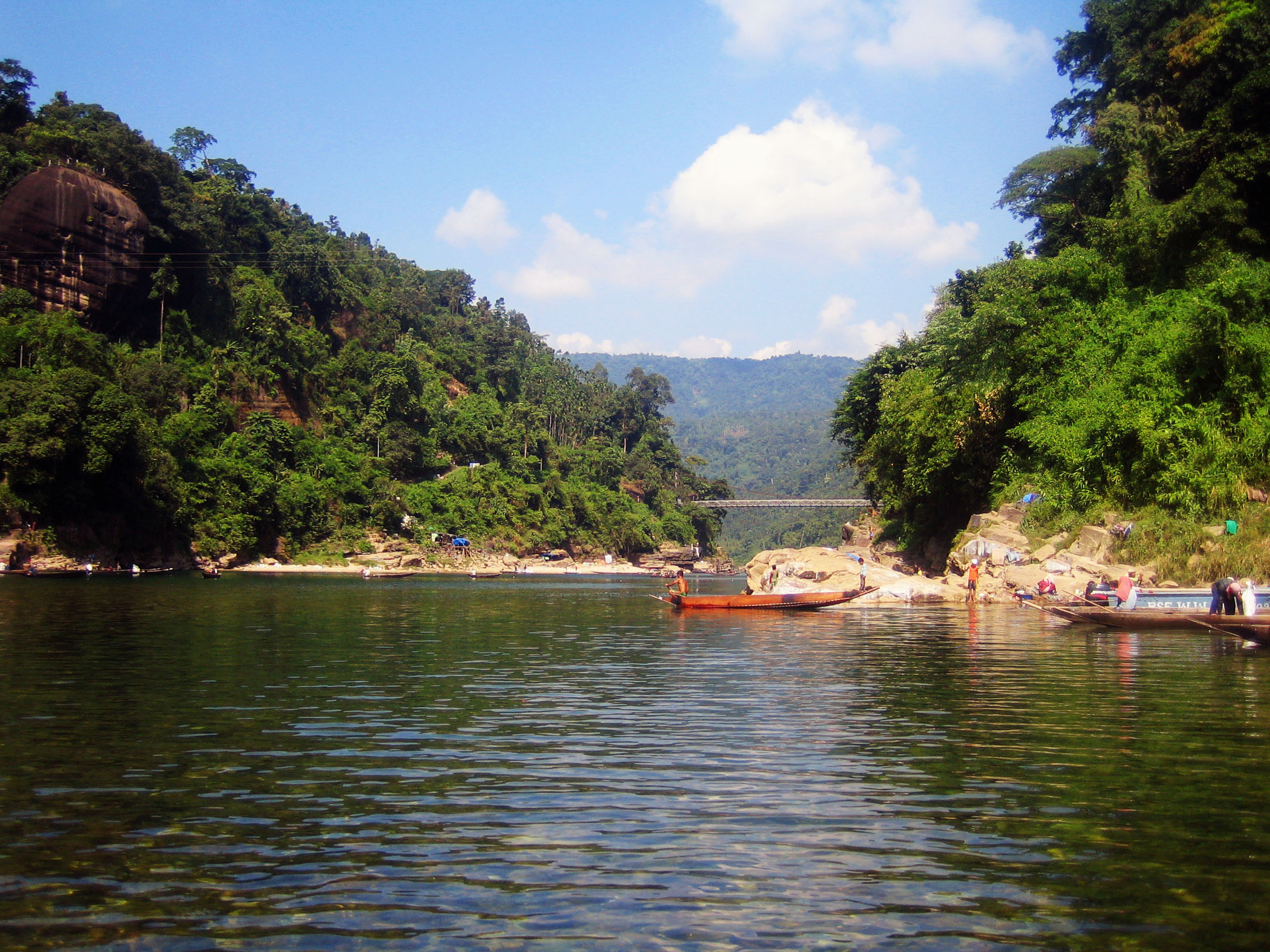
As florestas de Megalaia próximas à fronteira com Bangladesh.
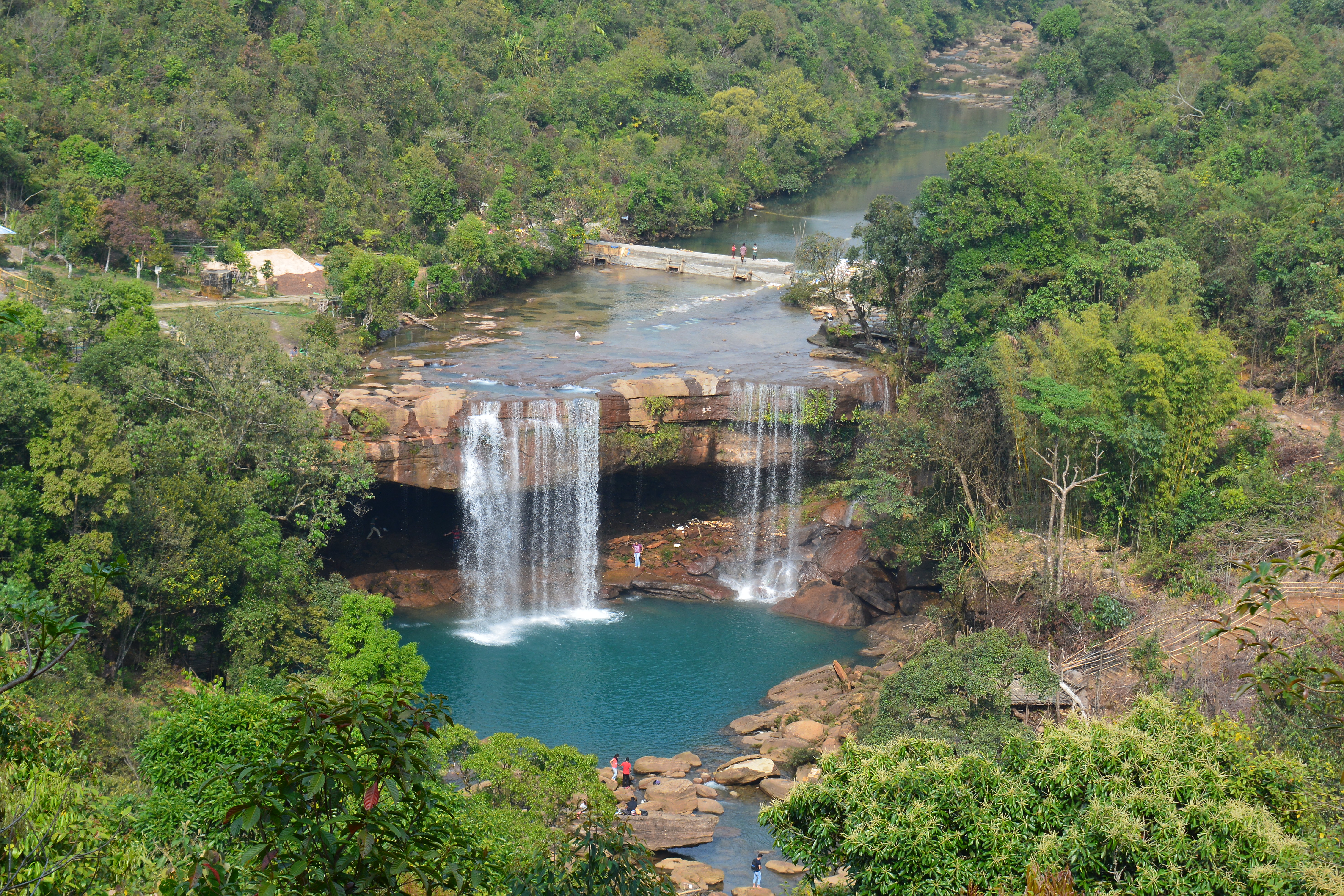
Os riachos e cachoeiras são abundantes.
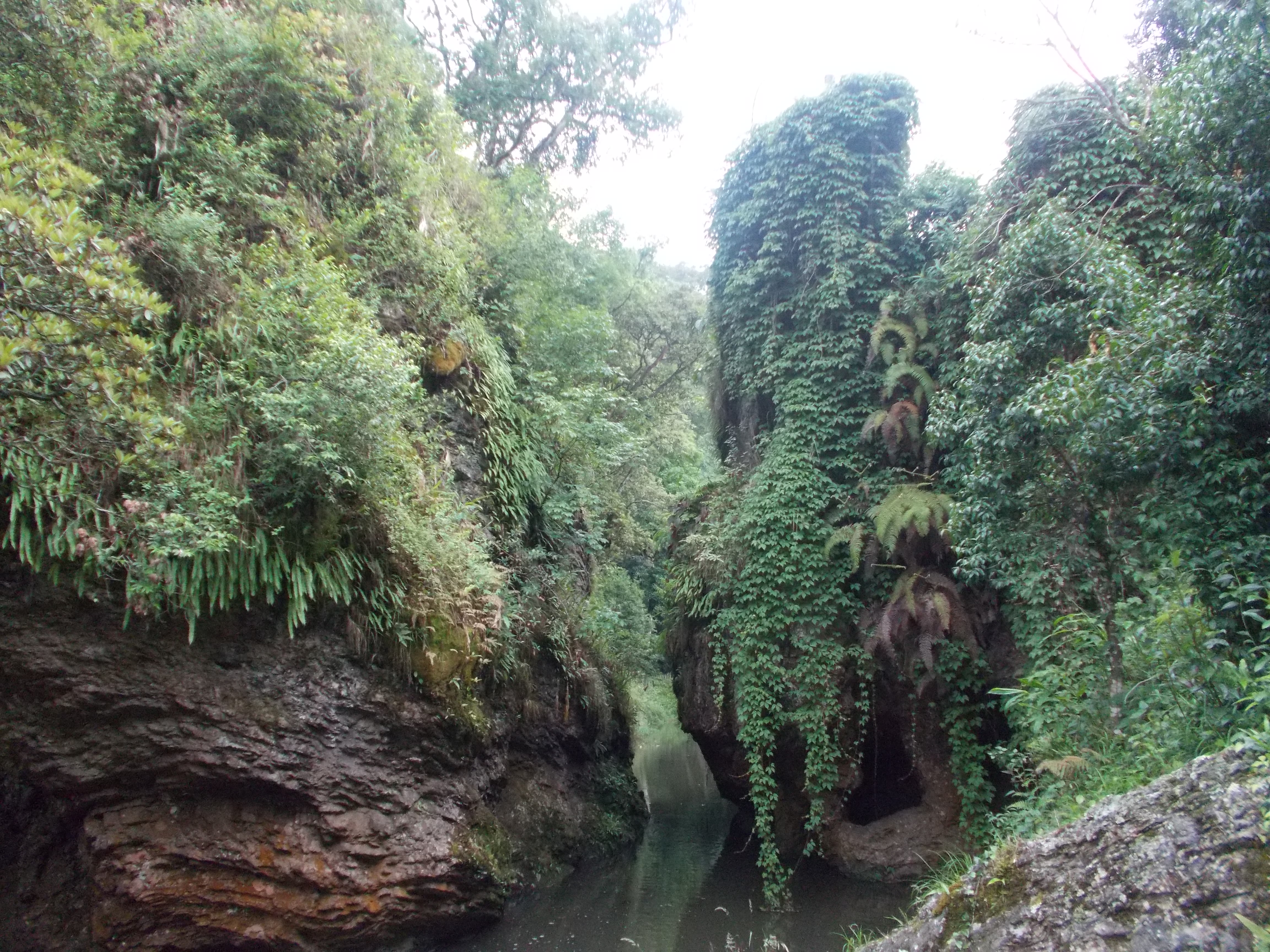
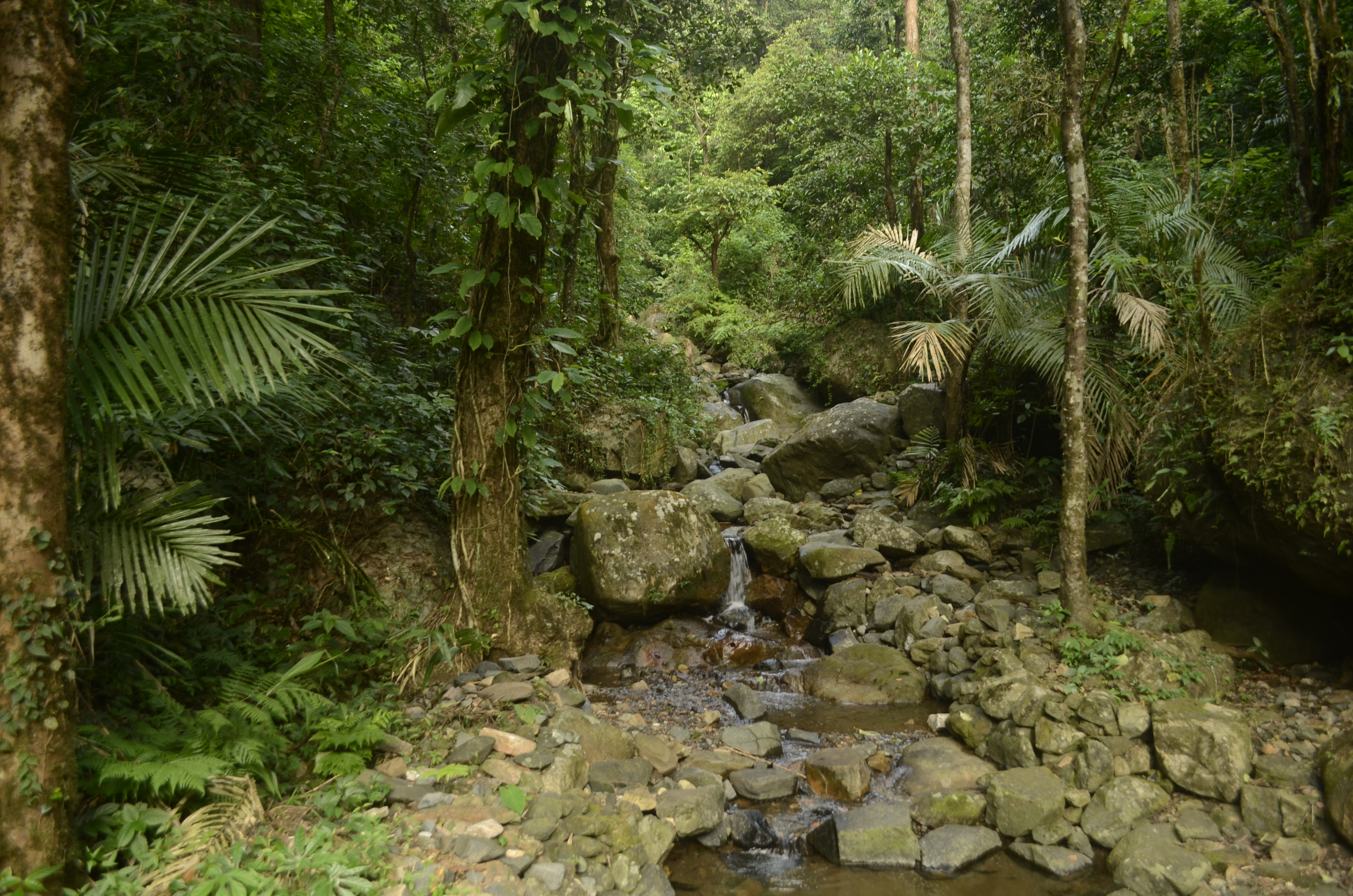
Nos córregos sazonais, a chuva forte leva embora todo o solo, deixando apenas rochas e pedregulhos.
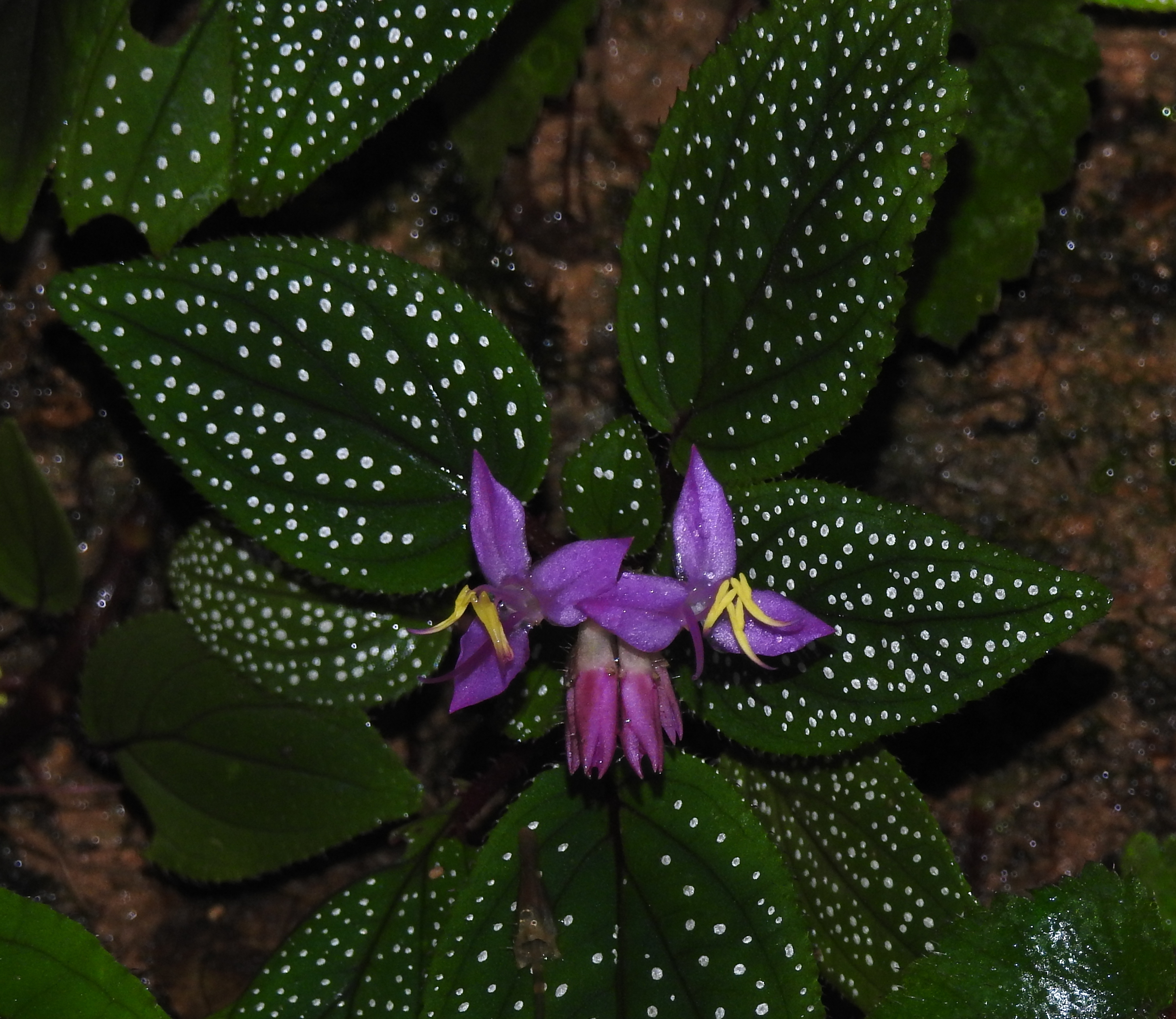
A Sonerila maculata, uma espécie de subarbusto, está prosperando nas condições úmidas da ecorregião.
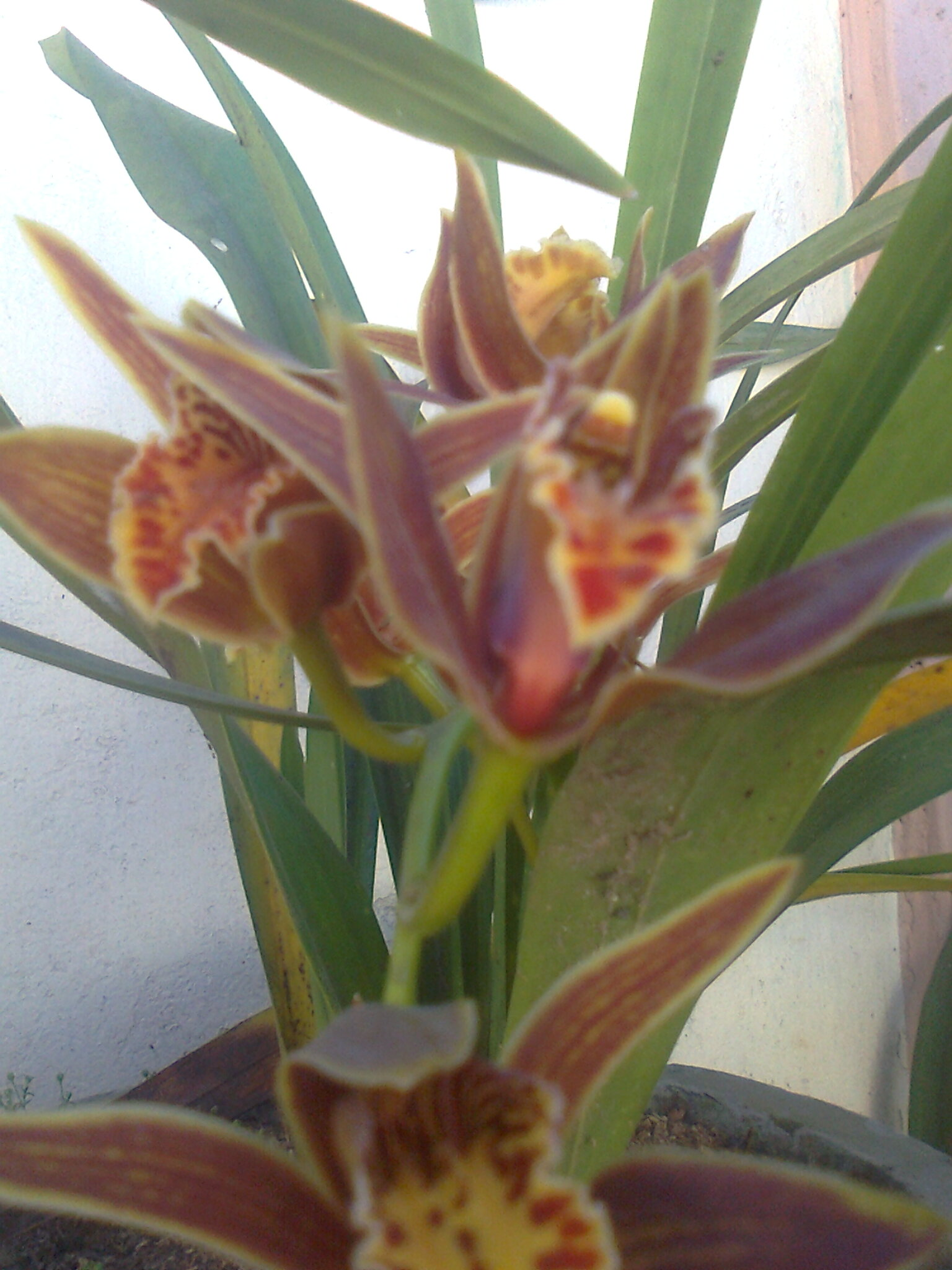
Orquídeas crescendo selvagens nas florestas.
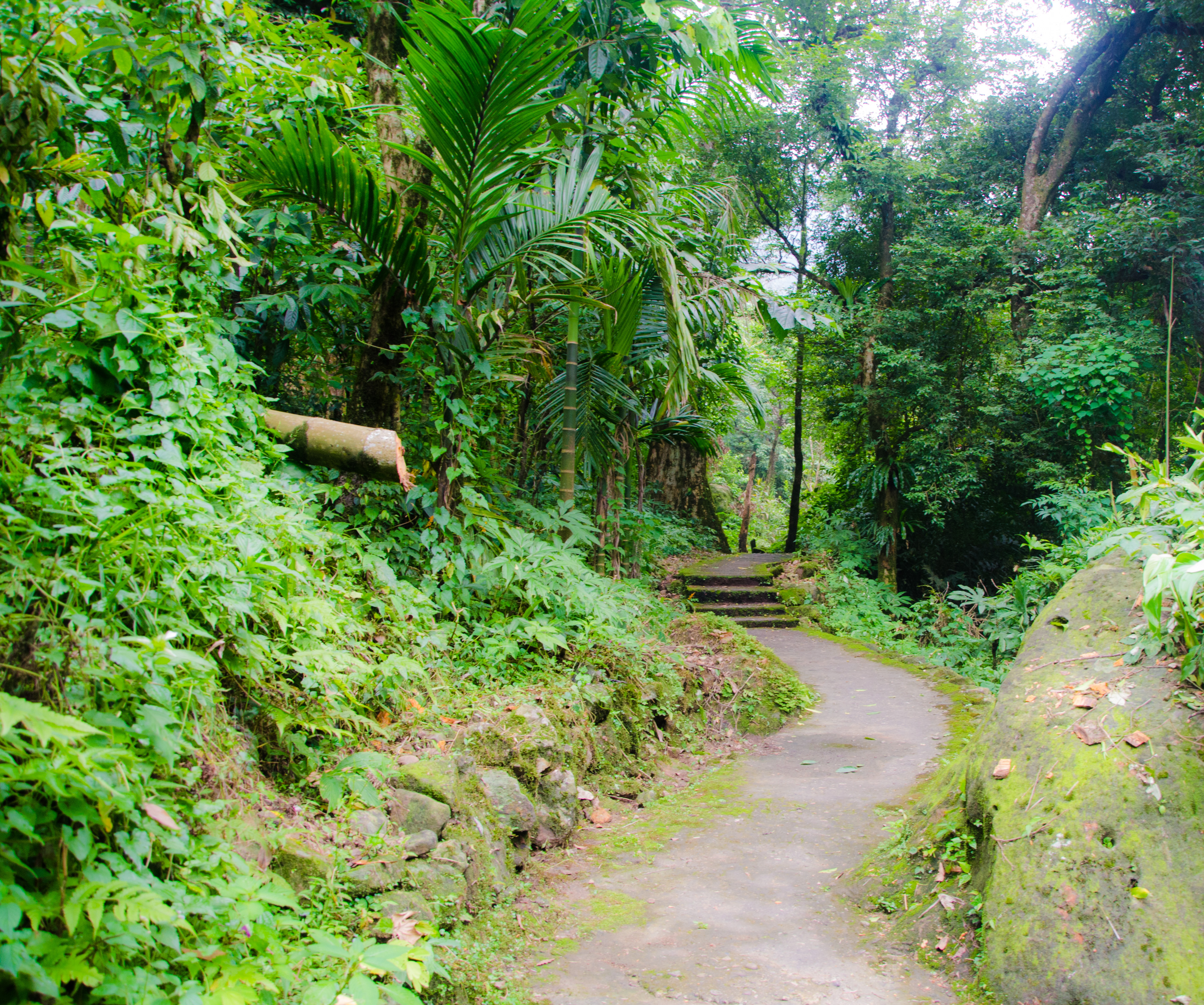
Uma trilha na floresta perto de Cherapunjee.
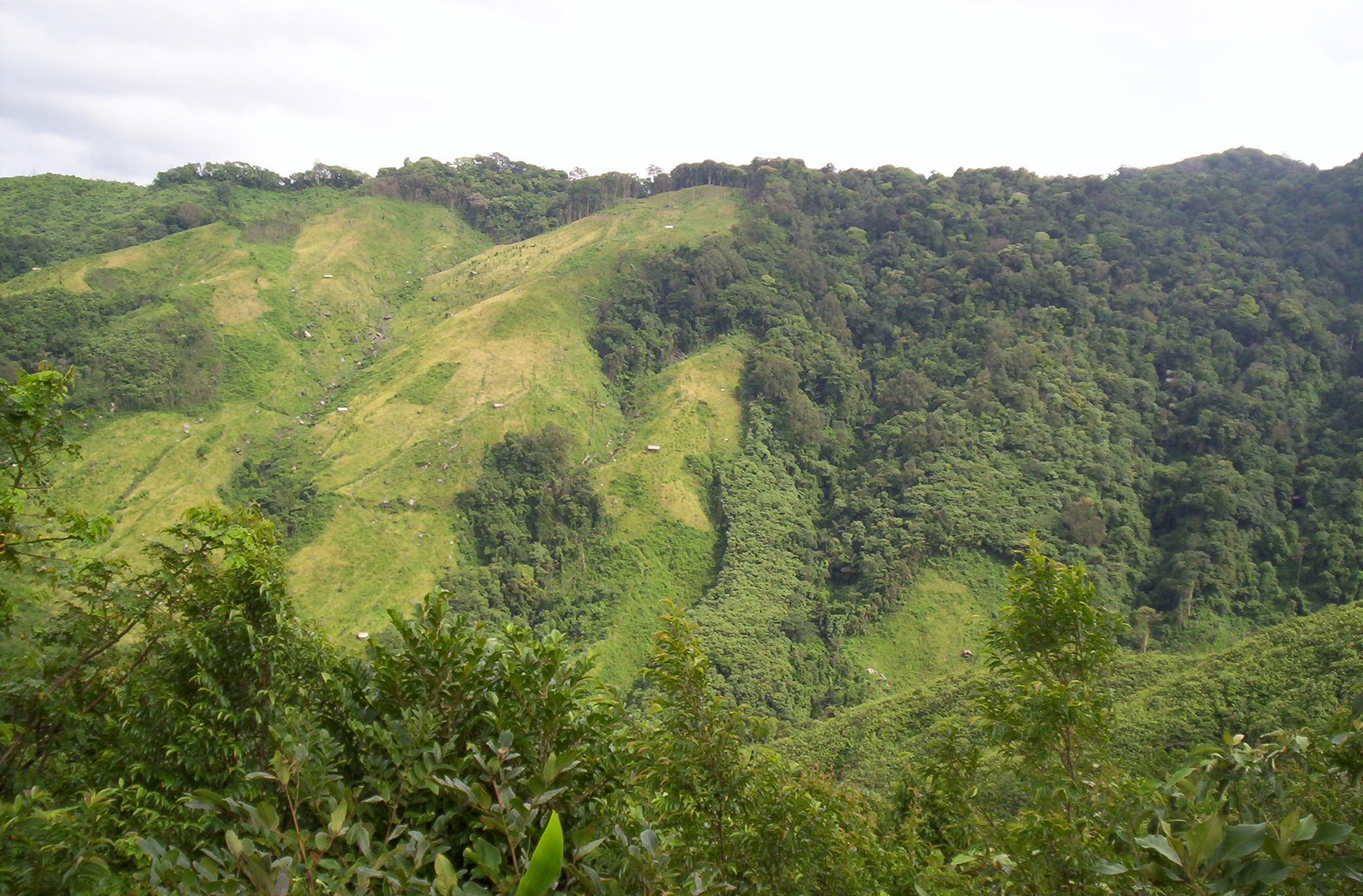
O cultivo de jhum, uma técnica de queimada, é praticado pelas tribos das montanhas como uma tradição antiga.

## Fauna

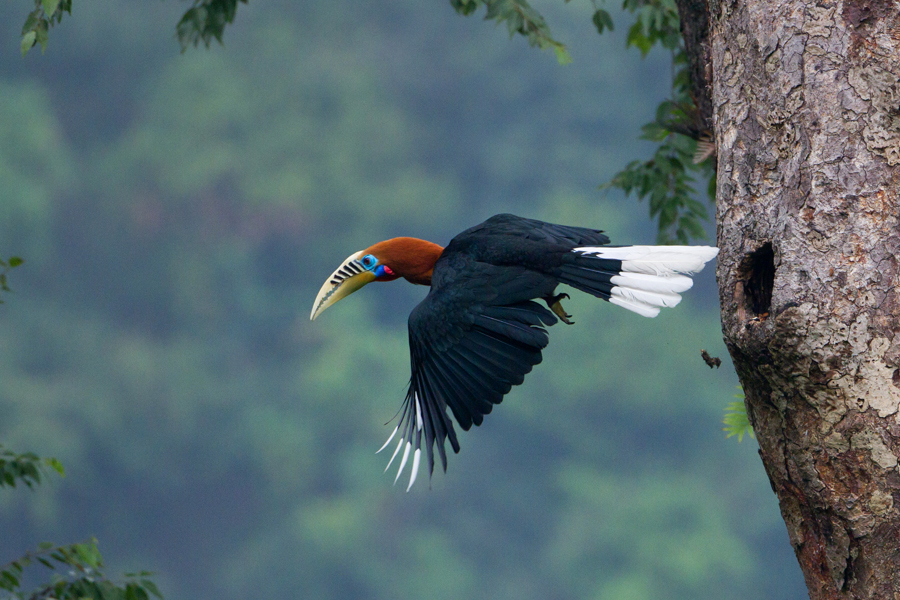
Há uma grande diversidade de pássaros nessas florestas. Há vários tipos de calaus (en).

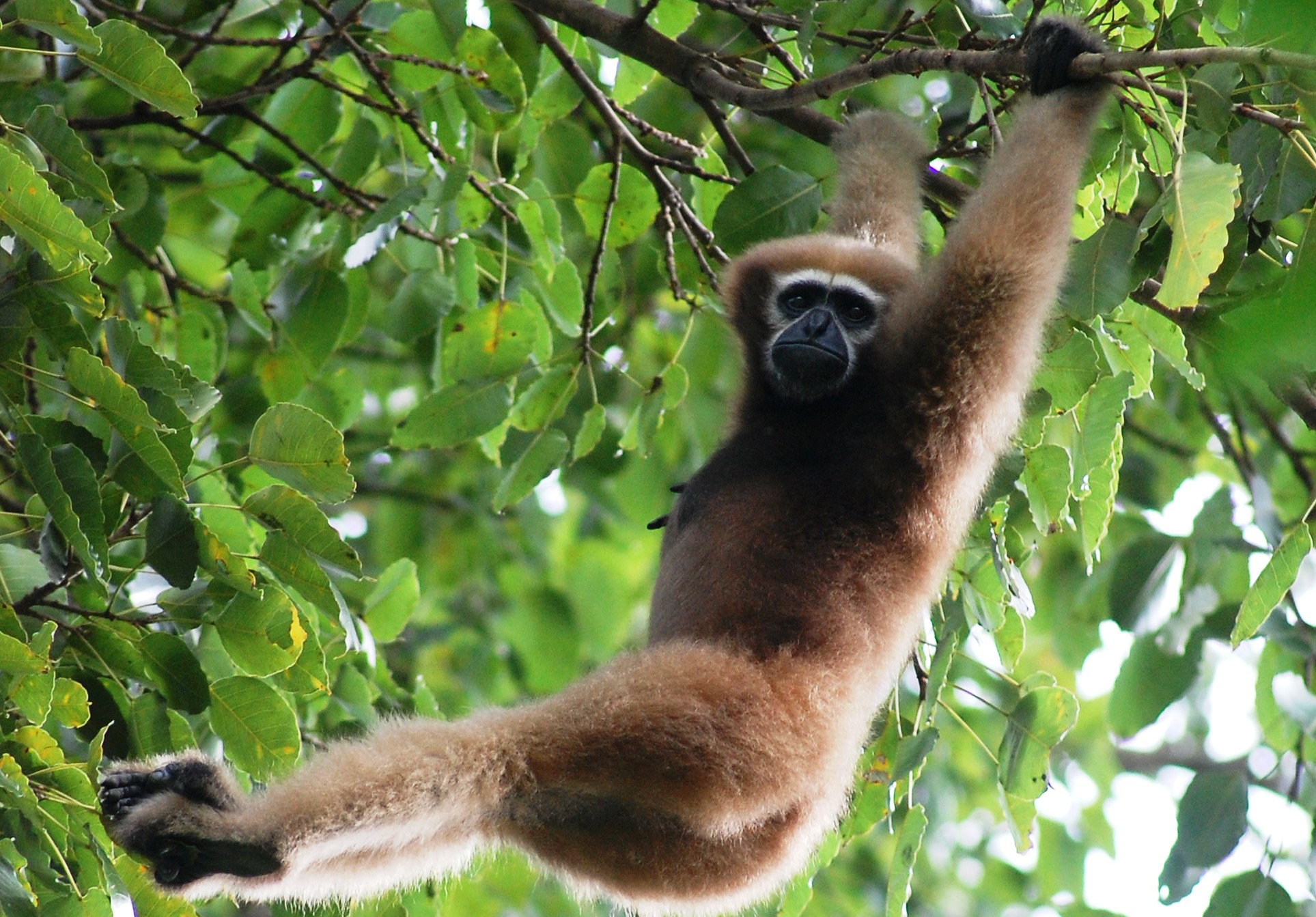
O gibão-hoolock-ocidental é o único macaco da superfamília Hominoidea da Índia e depende dessas florestas.

A ecorregião montanhosa é o lar de uma mistura diversificada de aves, com um total de 659 espécies registradas em 2017. Algumas das aves que vivem aqui são endêmicas da ecorregião da Indo-Birmânia, e várias espécies estão ameaçadas ou quase ameaçadas em escala global. Dessas, dois tipos de abutres, o grifo-bengalense e o abutre-de-bico-estreito, precisam de proteção extra, pois são espécies criticamente ameaçadas, próximas da extinção. As florestas de Megalaia não são importantes apenas como refúgio de vida selvagem para as aves, mas também para as aves migratórias em seus voos de longa distância.
As florestas subtropicais apresentam uma gama diversificada de répteis, com 56 espécies de cobras conhecidas, além de vários lagartos e tartarugas. A lagartixa-tokay, uma das maiores lagartixas do mundo, está na floresta, assim como três tipos diferentes de lagartos-monitores, todos protegidos desde 1972, e uma nova espécie de escíncido (Sphenomorphus apalpebratus) foi descoberta nas florestas em 2013. A Indotyphlops braminus [en] e a cobra-rateira-cabeça-de-cobre [en] estão entre as cobras mais comuns encontradas nas florestas, mas também há várias serpentes venenosas e mortais, como a  Trimeresurus albolabris e a cobra-real, a cobra venenosa mais longa do mundo. Muitas das espécies de serpentes daqui são esquivas (e raras), como a Herpetoreas xenura [en], a Hebius khasiensis [en] ou a Stoliczkia khasiensis [en].
O ambiente úmido das florestas de Megalaia também abriga a mais diversificada variedade de anfíbios do nordeste da Índia, com um total de 33 espécies registradas. As duas espécies de sapo, o Raorchestes shillongensis e o Bufoides meghalayanus, são endêmicas, raras e ameaçadas.
Os moluscos prosperam em condições úmidas e são abundantes, tanto na terra quanto na água. A ciência já registrou 223 espécies, e muitos dos moluscos terrestres são endêmicos de Megalaia. Os moluscos de água doce são geralmente considerados bons bioindicadores de águas limpas, e os cursos d'água de Megalaia abrigam 35 espécies, com muitos caracóis Paludomus nos riachos das montanhas. Vários tipos de caramujos de água doce fazem parte da dieta das tribos das montanhas, incluindo os grandes caracóis Filopaludina bengalensis [en].
Situado entre o rio Bramaputra, ao norte, e o rio Barak [en], ao sul, os muitos cursos d'água de Megalaia também abrigam uma grande variedade de espécies de peixes. 152 espécies conhecidas foram observadas em 2017. Dois tipos de mahseer [en] (neolissochilus e tor) são pescados para fins esportivos.

As florestas subtropicais abrigam 110 espécies de mamíferos, nenhuma das quais é endêmica. De longe, a maioria dessas espécies compreende mamíferos menores, em particular morcegos e pequenos carnívoros, e a população de mamíferos grandes é comparativamente escassa. Os gibões-hoolock-ocidentais das florestas de Megalaia estão em perigo de extinção em todo o mundo e também ameaçados nesse habitat específico, mas ocupam um lugar especial entre as tribos locais que apreciam seu canto. Outros mamíferos de grande porte importantes para a conservação aqui incluem o tigre (Panthera tigris), o leopardo-nebuloso (Neofelis nebulosa), o elefante-asiático (Elephas maximus), o cão-selvagem-asiático (Cuon alpinus), o urso-malaio (Helarctos malayanus), o urso-beiçudo (Melursus ursinus),  lontra-de-pelo-liso (Lutrogale perspicillata),  civeta-indiana (Viverra zibetha), pangolim-chinês (Manis pentadactyla), pangolim-indiano (Manis crassicaudata), macaco-de-assam (Macaca assamensis), macaco-urso (Macaca arctoides) e langur-tampado (Trachypithecus pileatus).

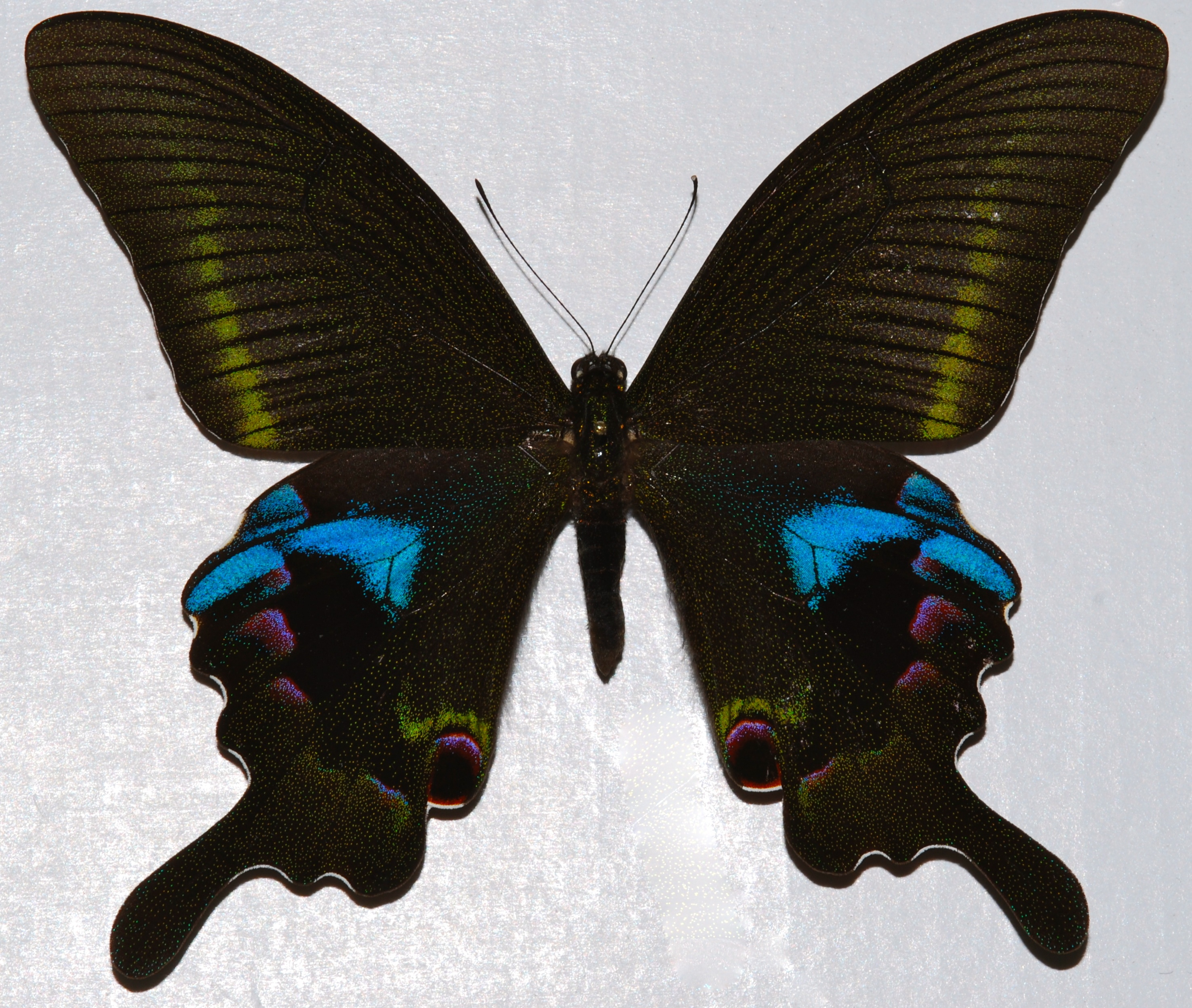
Papilio arcturus [en]. Várias espécies de borboletas e mariposas vivem nessas florestas.
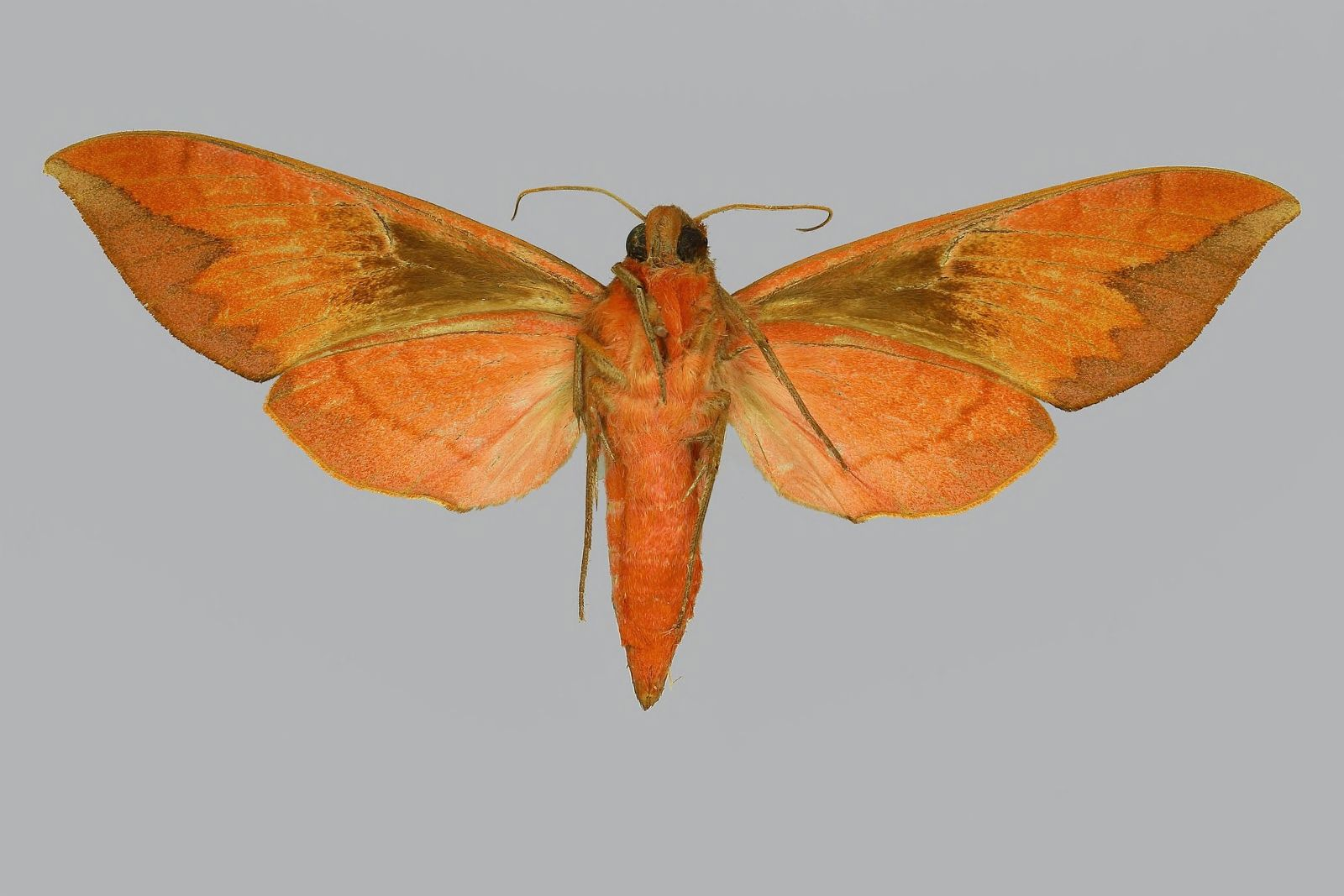
Ampelophaga khasiana [en]. Essa espécie pode ter uma envergadura de asa de mais de 10 cm.
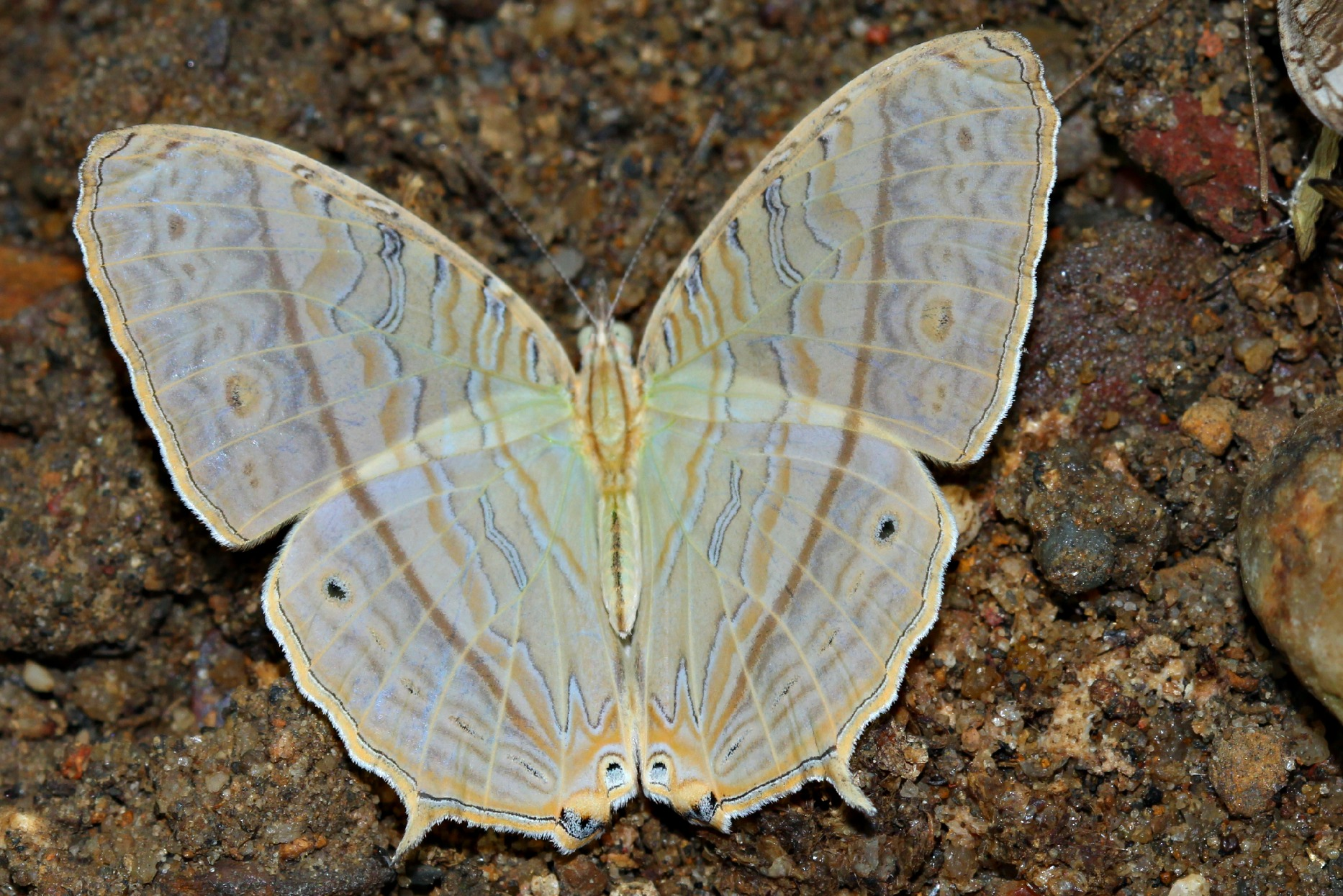
Cyrestis cocles [en].
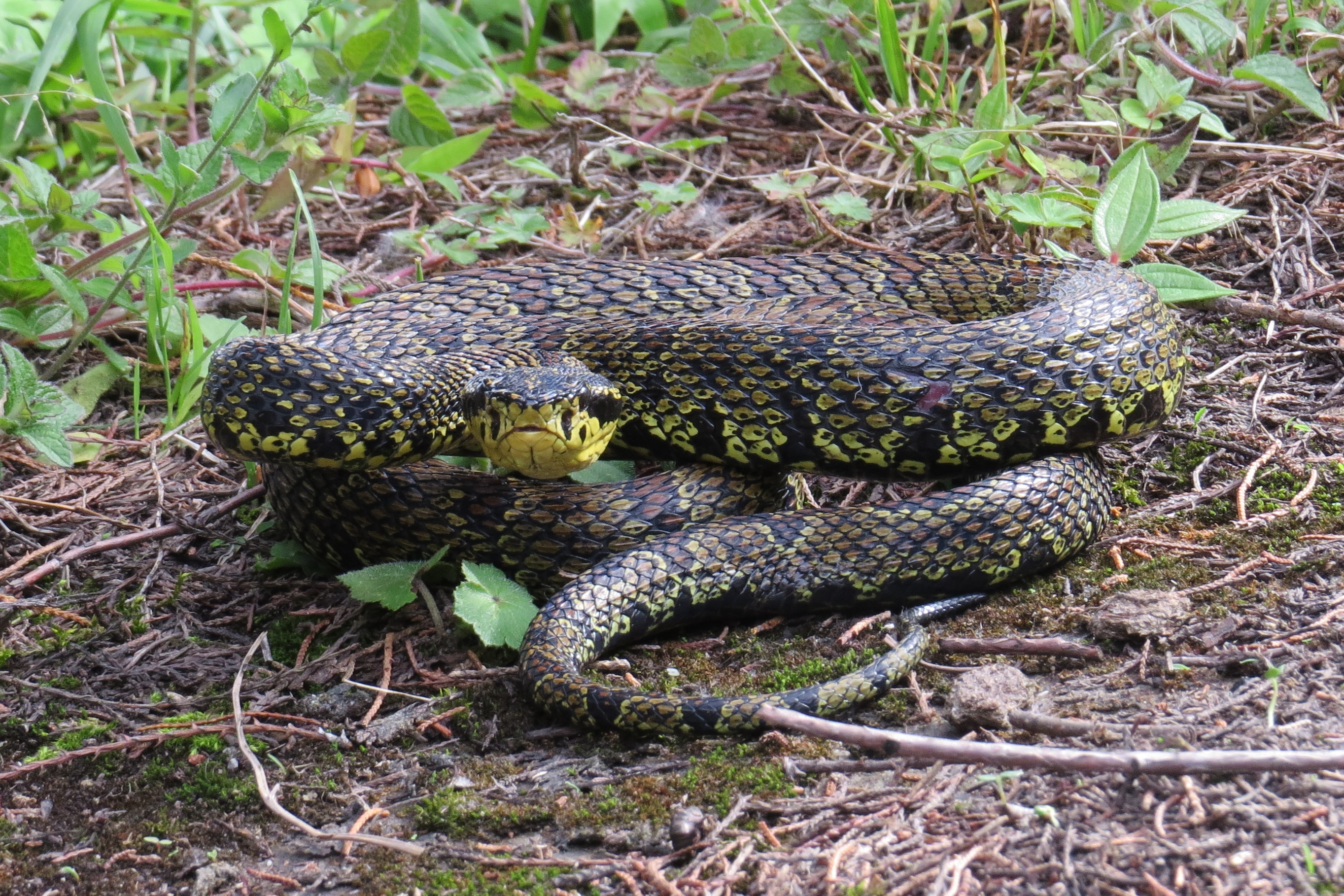
As florestas são o lar de vários tipos de cobras, inclusive algumas venenosas de grande porte. (Protobothrops jerdonii [en]).
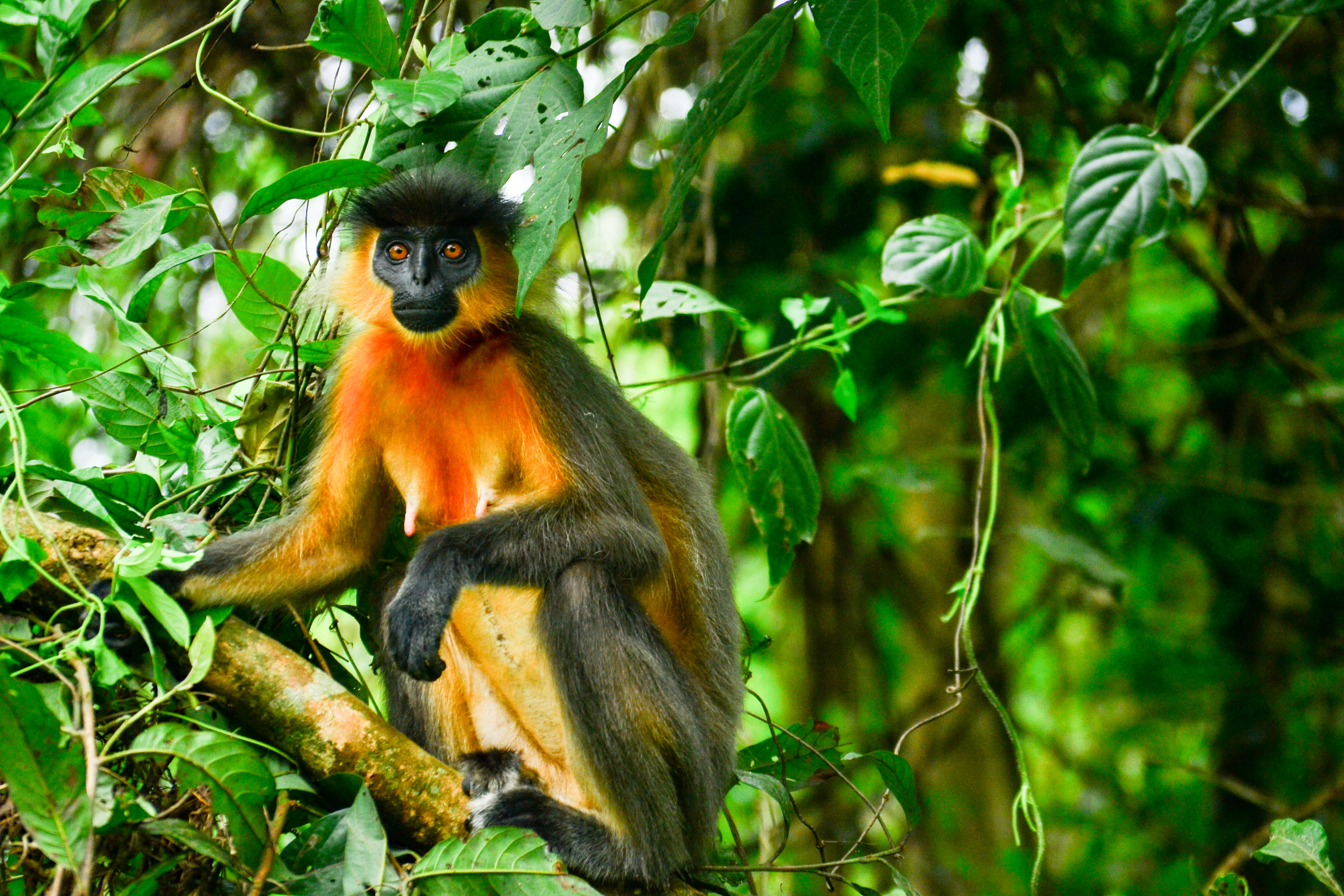
Macaco-prego.
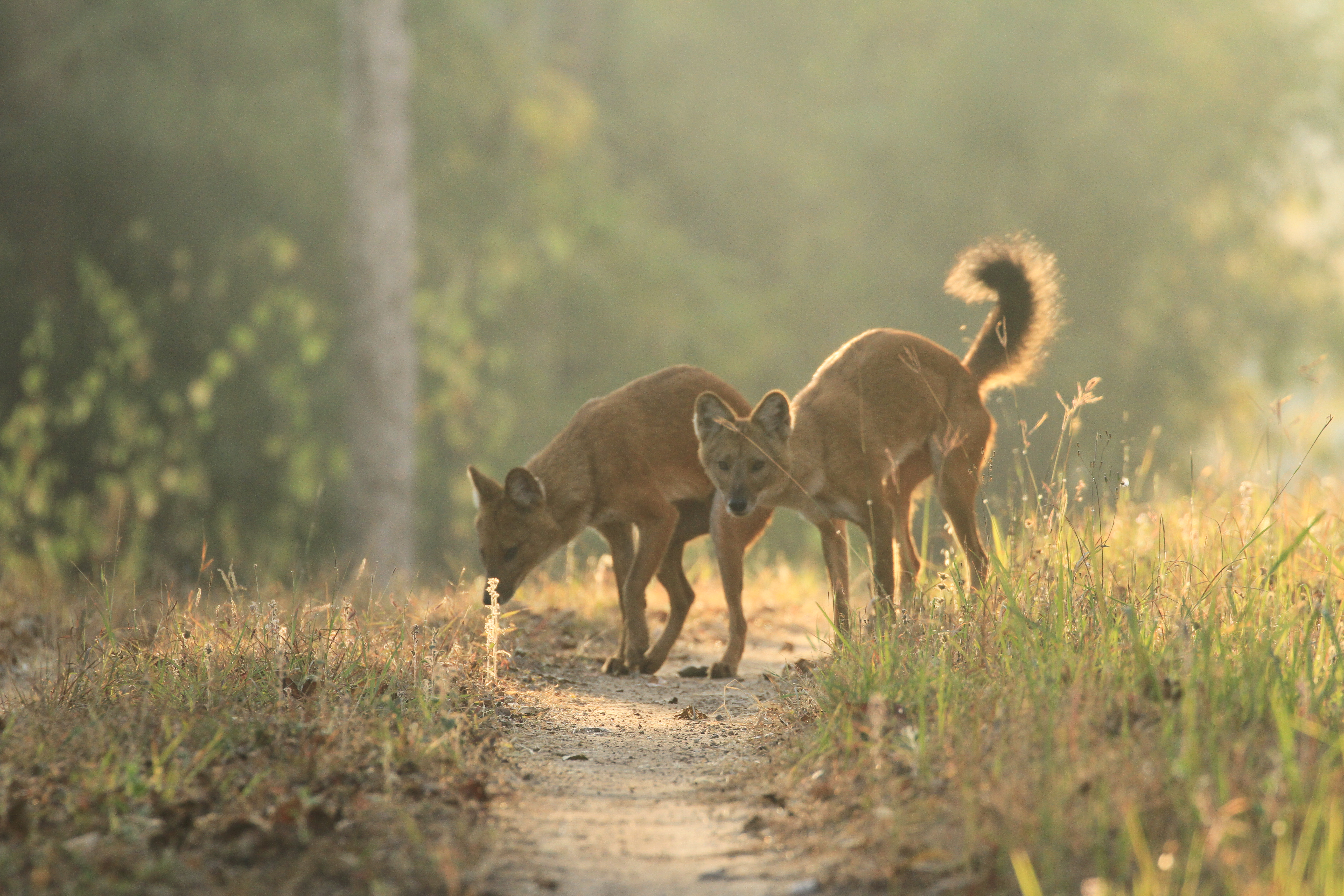
Cão-selvagem-asiático.
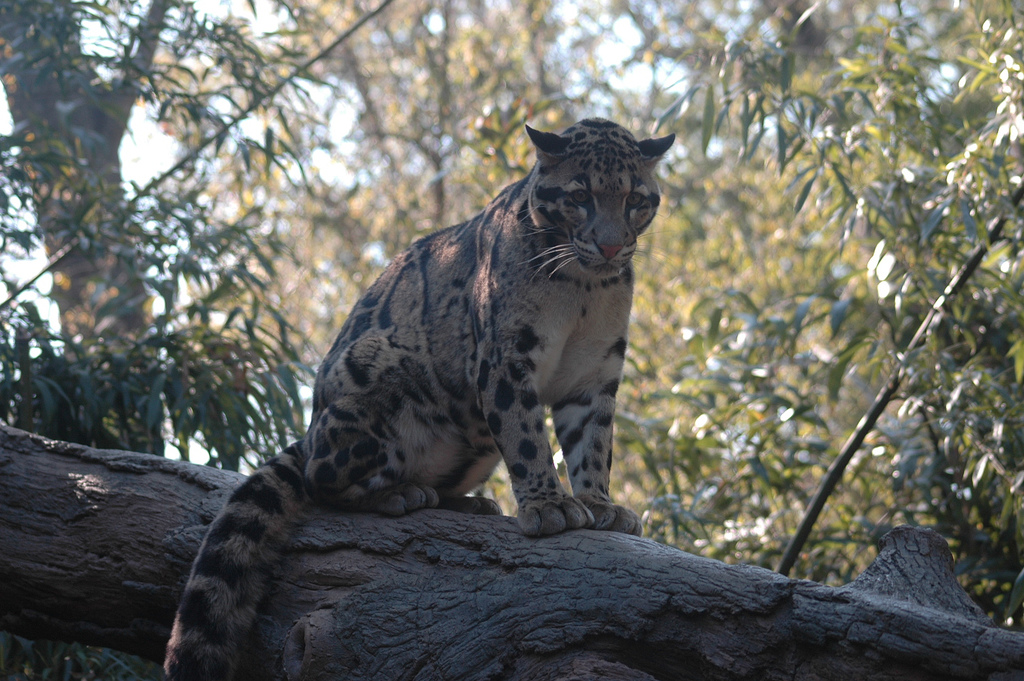
Os leopardos-nebulosos são o animal do estado de Megalaia.
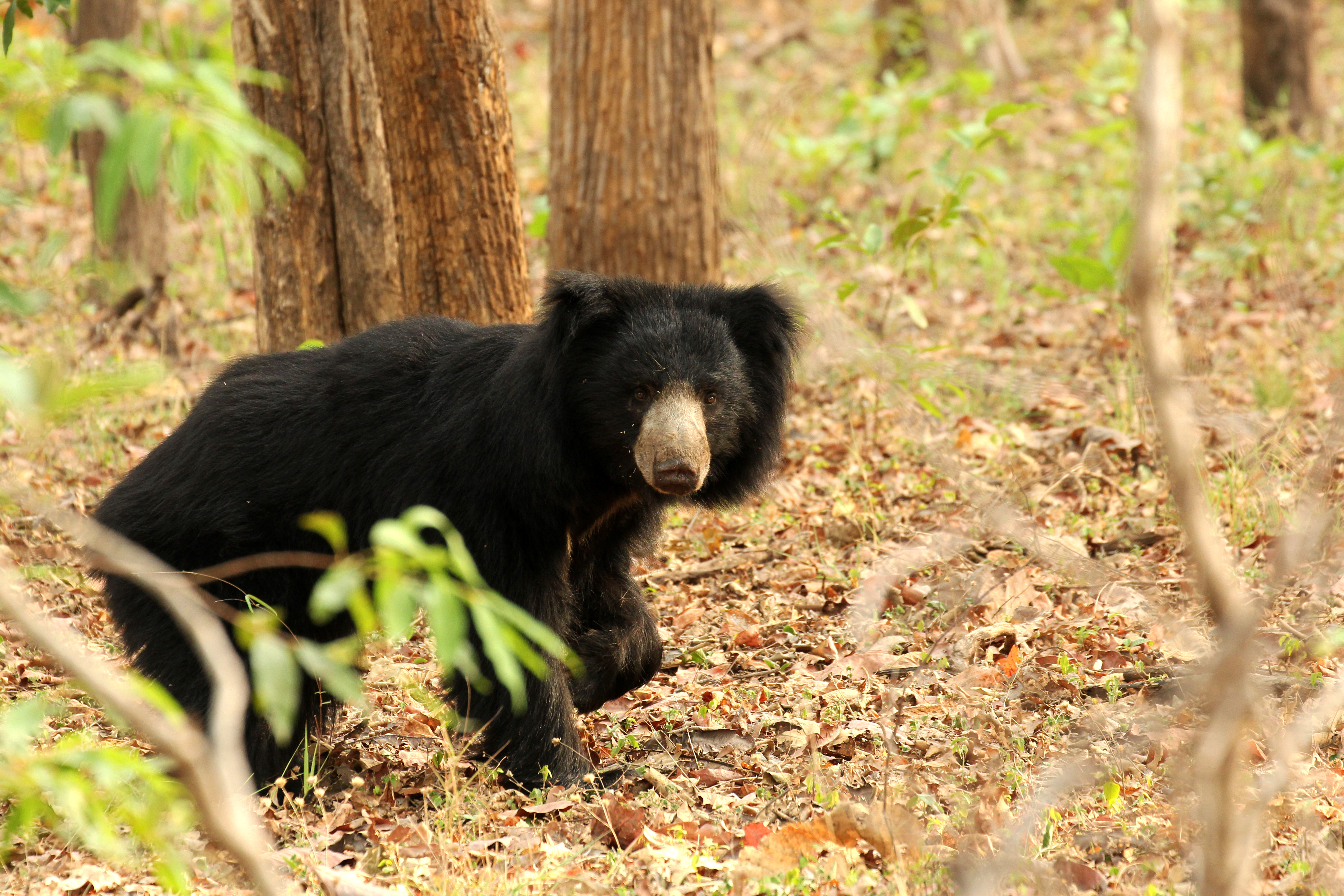
Urso-malaio. As florestas também são o lar de várias espécies de mamíferos grandes e perigosos.
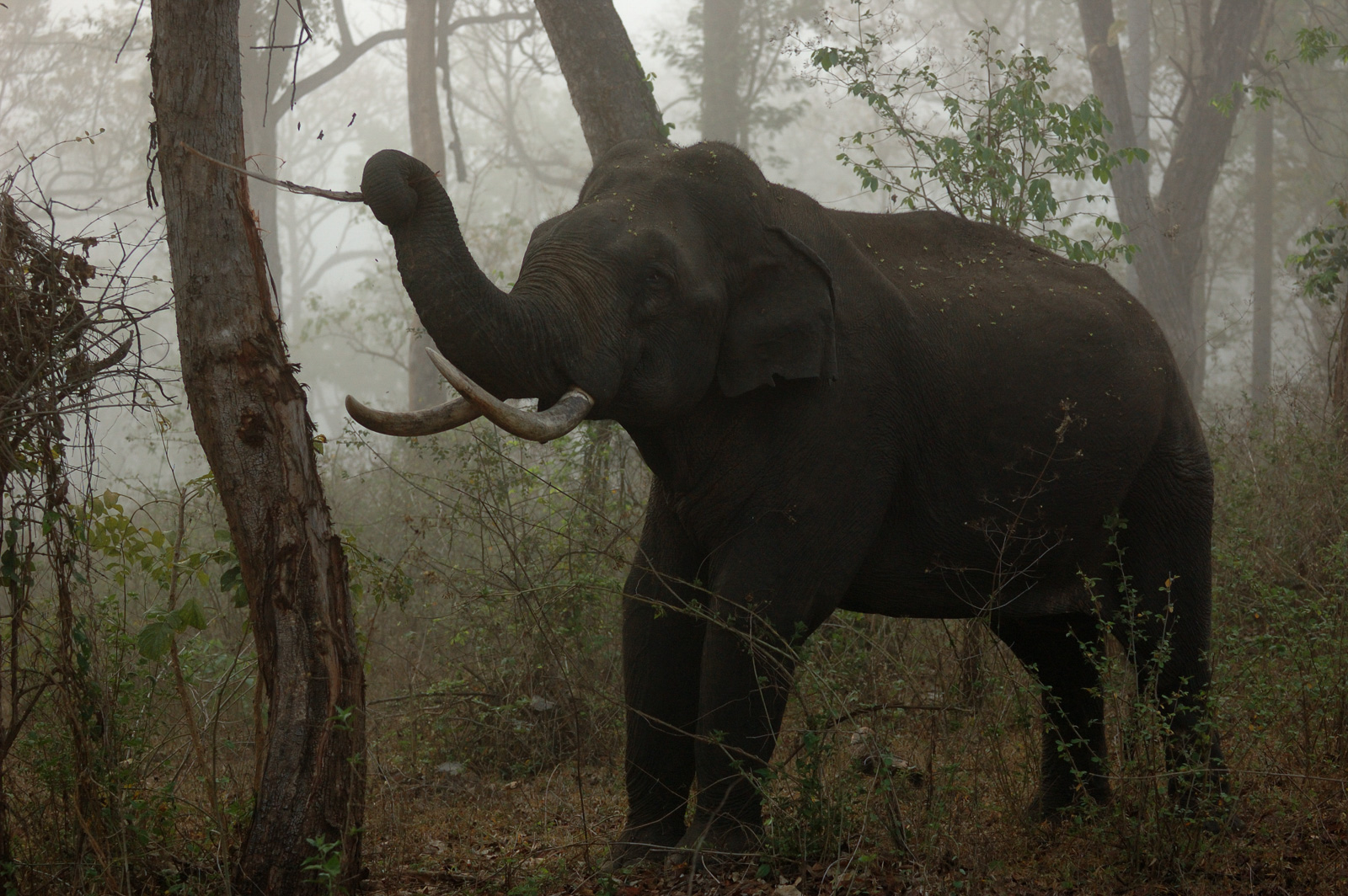
Os elefantes-asiáticos encontraram um refúgio nas florestas subtropicais de Megalaia.

## Áreas protegidas
A ecorregião tem vários parques nacionais e santuários de vida selvagem, mas todos são de tamanho relativamente pequeno. Além disso, Megalaia tem um total de 712,74 km² de floresta reservada e 12,39 km² de floresta protegida.
- Parque Nacional Balphakram [en], um grande parque nacional no sul de Garo Hills

- Parque Nacional Nokrek [en], no leste de Garo Hills

- Santuário de Vida Selvagem de Nongkhyllem

- Santuário de Vida Selvagem de Siju [en], um santuário de pássaros

- Santuário de Vida Selvagem de Narpuh[nota 1][14]

- Santuário de Baghmara, um pequeno parque santuário de 2 hectares

Parte da floresta reservada é usada pelos habitantes locais para reservas voluntárias de vida selvagem, especialmente para ajudar a salvar os ameaçados gibões-hoolock. Outras partes da floresta reservada são mantidas como corredores ecológicos, para elefantes, por exemplo, e para proteger contra a fragmentação de habitat.

### Parques e jardins relacionados
A natureza e a vida selvagem de Megalaia, e as florestas tropicais montanhosas da ecorregião em particular, são de interesse para o setor de turismo na área e, para atender a esses interesses, foi criado um parque ecológico em Cherapunjee. Várias cachoeiras e cavernas da região também são de interesse para os turistas que amam a natureza.
O estado de Megalaia mantém um total de três jardins botânicos, todos na capital, Xilongue.

## Status de conservação
A ecorregião da floresta subtropical de Megalaia faz parte do maior hotspot ecológico da Indo-Birmânia, com muitas espécies endêmicas não encontradas em nenhum outro lugar do mundo. Juntamente com os Gates Ocidentais, o nordeste da Índia é a única região da Índia dotada de floresta tropical. Por esses e outros motivos, a proteção e a conservação das florestas subtropicais de Megalaia são importantes em nível local, nacional, regional e até mesmo global.
Como visto em outras florestas tropicais do mundo, o desmatamento ocorre em uma escala alarmante em Megalaia também, com o corte raso acelerado para agricultura, indústria, mineração e projetos de infraestrutura desde a década de 1990. Além da óbvia perda de floresta primária, isso também causou problemas locais com a erosão do solo e a fragmentação de habitats. Às vezes, as áreas de corte raso em Megalaia podem voltar a crescer, mas as florestas secundárias são menos ricas em espécies (flora e fauna) do que a floresta original. Além dessas questões problemáticas, os habitats de florestas densas de Megalaia também estão diminuindo devido ao desbaste de árvores. Essa prática de engenharia florestal exerce pressão extra sobre as espécies que só podem prosperar em florestas densas. Acredita-se que a motivação principal para o aumento dessas práticas de mudança ambiental seja o alto crescimento populacional e o aumento da atividade industrial em Megalaia.